# Margaret Armstrong

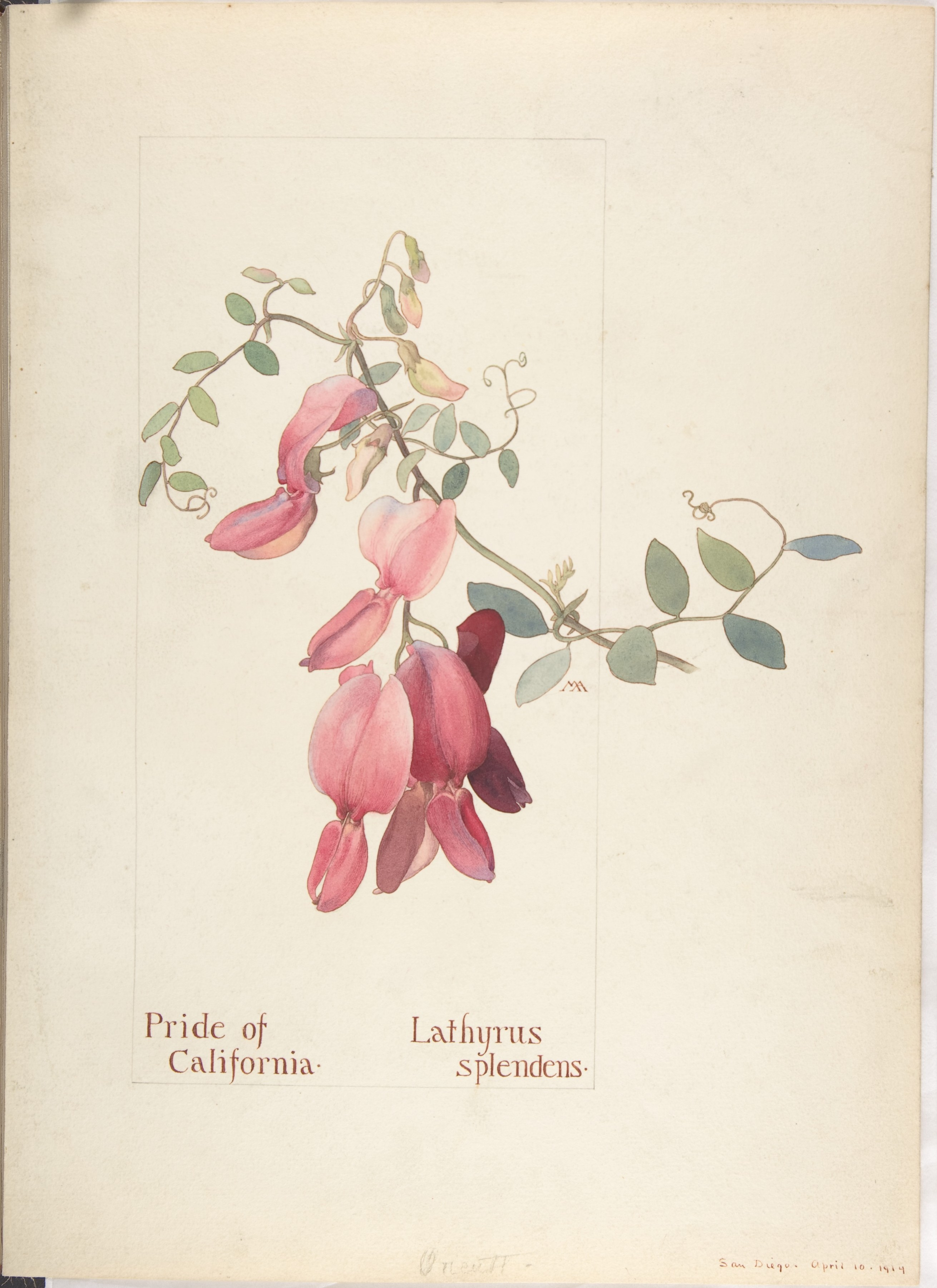
Pride of California, Lathyrus Splendens, 1914

Margaret Neilson Armstrong (1867-1944) was een vooraanstaande Amerikaanse boekbandontwerpster.
Zij behoorde bij een oude New Yorkse familie. Een van de voorouders van haar moeder was Peter Stuyvesant, en haar vaders familie was in New York sinds het midden van de 17e eeuw. Haar zus, Helen, met wie Armstrong soms samenwerkte, werd in 1869 in Florence geboren. De familie woonde kort in Italië, waar Margarets vader Maitland Armstrong diplomaat was en kunst studeerde. In haar jeugd studeerde zij schilderkunst en kreeg ook lessen van een gouvernante.
De familie keerde terug naar New York in 1870 en verhuisde naar 58 West 10th Street in Greenwich Village. Hun buren op dat moment waren de kunstenaars Winslow Homer en William Merit Chase. Armstrong zou de rest van haar leven wonen en werken in dat huis en een kleine aangrenzende studio. Volgens haar broer, Hamilton Fish Armstrong, die hoofdredacteur was bij Foreign Affairs, begon zij haar kunstcarrière in 1883 op 16-jarige leeftijd. Ze creëerde menu's en andere kleine stukken voor lokale ondernemingen. Helen was ook kunstzinnig en het duo begon met het ontwerpen van originele kerstkaarten voor de familie. Het eerste boek dat Margaret Armstrong in 1890 ontwierp was voor de Chicagose uitgever A.C. McClurg.
Tijdens haar lange carrière ontwierp Armstrong boekbanden voor een aantal uitgeverijen, hoewel zij het meeste maakte voor Charles Scribner's Sons en G.P. Putnam. In 1893 won de vijfentwintigjarige ontwerpster een prijs voor haar boekbanden, die tentoongesteld waren op de World's Columbian Exposition in Chicago. En het volgende jaar publiceerde de Grolier Club een catalogus over het werk van haar en beschreef haar als een ontwerpster met grote veelzijdigheid en vooraanstaande vaardigheden.
Ze ontwikkelde haar eigen soort alfabet, zichtbaar in de meeste van haar ontwerpen tussen 1895 tot 1910. Het was tijdens deze periode zij haar monogram (MA) begon te integreren in de boekbanden en illustraties. Armstrongs ontwerpen, vaak met gestileerde bloemmotieven, waren ongetwijfeld beïnvloed door de populaire art-nouveaustijl van die tijd.
Tijdens de meest productieve periode van Armstrong, van 1894 tot 1896, was ze bezig met het ontwerpen van boekbanden (en soms illustraties) voor 78 verschillende titels.
Margaret Armstrong schreef op latere leeftijd ook twee succesvolle biografieën Fanny Kemble, A Passionate Victorian in 1938 en Trelawny, A Man's Life in 1940 en drie detectiveverhalen.
Armstrong bleef werken tot haar zestigste jaar. In haar latere jaren was Margaret Armstrong vaak in Santa Fe, maar ze was weer thuis in New York toen ze stierf in 1944 op de leeftijd van zesenzeventig.
Haar boekbandontwerpen werden zeldzaam en stegen sterk in waarde na de titelvermelding in de Checklist of Trade Bindings by Margaret Armstrong, gepubliceerd door de University of California Library in 1968 en worden op grote schaal gezocht door privéverzamelaars.
- Biblioteca Nacional de España: XX1690516
- Author citation (botany): M.Armstr.
- Gemeinsame Normdatei: 1070880140
- International Standard Name Identifier: 0000 0001 0804 1518
- Library of Congress Control Number: n84226647
- Nationale Bibliotheek van Tsjechië: xx0310089
- Nationale Bibliotheek van Israël: 987007279897805171
- Nederlandse Thesaurus van Auteursnamen: 067945562
- Système universitaire de documentation: 236862898
- Union List of Artist Names: 500121347
- Virtual International Authority File: 102345672
- WorldCat: E39PBJwtm3rb6twbQQymX9Qcyd